# استاب (رایانش توزیع شده)
در محاسبات توزیع‌شده، رایانش های توزیع شده (Stub) برنامه‌ای است که به‌عنوان جایگزین موقت برای یک سرویس یا شیء از راه دور عمل می‌کند. این برنامه به کلاینت اجازه می‌دهد که به سرویس به‌گونه‌ای دسترسی پیدا کند که گویی محلی است، در حالی که جزئیات ارتباطات شبکه‌ای را پنهان می‌کند. این کار باعث ساده‌تر شدن توسعه می‌شود چون کلاینت نیازی به دانستن پیچیدگی‌های محاسبات توزیع‌شده ندارد و رایانش های توزیع شده وظیفه مدیریت ارتباط از راه دور را بر عهده می‌گیرد.

## کاربرد
رایانش های توزیع شده نماینده یک شیء یا سرویس از راه دور در سیستم محلی است و به کلاینت امکان می‌دهد فراخوانی‌های متد را روی شیء از راه دور انجام دهد، گویی که شیء محلی است. در محاسبات توزیع‌شده ، رایانش های توزیع شده قطعه‌ای از کد است که پارامترهای منتقل‌شده بین کلاینت و سرور را در طول یک فراخوانی رویه از راه دور (RPC) تبدیل می‌کند. چون کلاینت و سرور فضای آدرس متفاوتی دارند، پارامترها باید تبدیل شوند تا قابل استفاده باشند. رایانش توزیع شده مسئول تبدیل پارامترها است و فراخوانی رویه از راه دور را شبیه فراخوانی تابع محلی نشان می‌دهد.
کتابخانه‌های رایانش توزیع شده  در محاسبات توزیع‌شده اهمیت زیادی دارند.رایانش توزیع شده  در سمت کلاینت مسئول تبدیل پارامترهای ورودی و خروجی است (فرآیندی به نام مارشالینگ). رایانش های توزیع شده  باید هم در سمت کلاینت و هم در سمت سرور نصب شوند، به‌طوری که استاب سمت سرور (اسکلت سرور) مسئول تبدیل مجدد پارامترها و نتایج پس از اجرای تابع است.

## مراحل نوشتن تست با استفاده از رایانش های توزیع شده
برای نوشتن تست با رایانش های توزیع شده مراحل زیر را دنبال کنید:
1. شناسایی مؤلفه‌های خارجی یا سرویس‌هایی که مؤلفه تحت آزمایش به آن‌ها وابسته است، یا ایجاد نسخه‌های رایانش توزیع شده از آن‌ها که پاسخ‌های از پیش تعیین‌شده می‌دهند.
2. نوشتن موارد تست برای مؤلفه با استفاده از رایانش های توزیع شده به جای وابستگی‌های واقعی.
3. راه‌اندازی محیط تست با مؤلفه تحت آزمایش و رایانش های توزیع شده.
4. اجرای تست‌ها و تحلیل نتایج. در صورت شکست تست‌ها، کد و رایانش های توزیع شده را بررسی کنید.
5. بازنگری کد و رایانش های توزیع شده برای بهبود کیفیت تست‌ها و مؤلفه.

استفاده از رایانش های توزیع شده تنها در صورت نیاز انجام می‌شود چون ممکن است پیچیدگی و هزینه نگهداری اضافه کند. همچنین رایانش های توزیع شده باید رفتار واقعی وابستگی‌ها را دقیق شبیه‌سازی کنند تا از خطا در تست جلوگیری شود.